# Janelle Redhead
Janelle Redhead (ur. 27 grudnia 1989) – grenadyjska lekkoatletka specjalizująca się w biegach sprinterskich.
W 2008 uczestniczyła w mistrzostwach świata juniorów, które odbywały się w Bydgoszczy. 8 lipca 2008 w rywalizacji stumetrówek odpadła w półfinale uzyskując czas 11,71. Trzy dni później zdobyła brązowy krążek w biegu na 200 metrów z czasem 23,52. Na tym samym dystansie dotarła do półfinału podczas mistrzostw świata w Daegu (2011) oraz igrzysk olimpijskich w Londynie (2012).

## Rekordy życiowe
- bieg na 100 m – 11,50 (2011) / 11,24w (2010)
- bieg na 200 m – 22,91 (2011)